# Waalhaupten

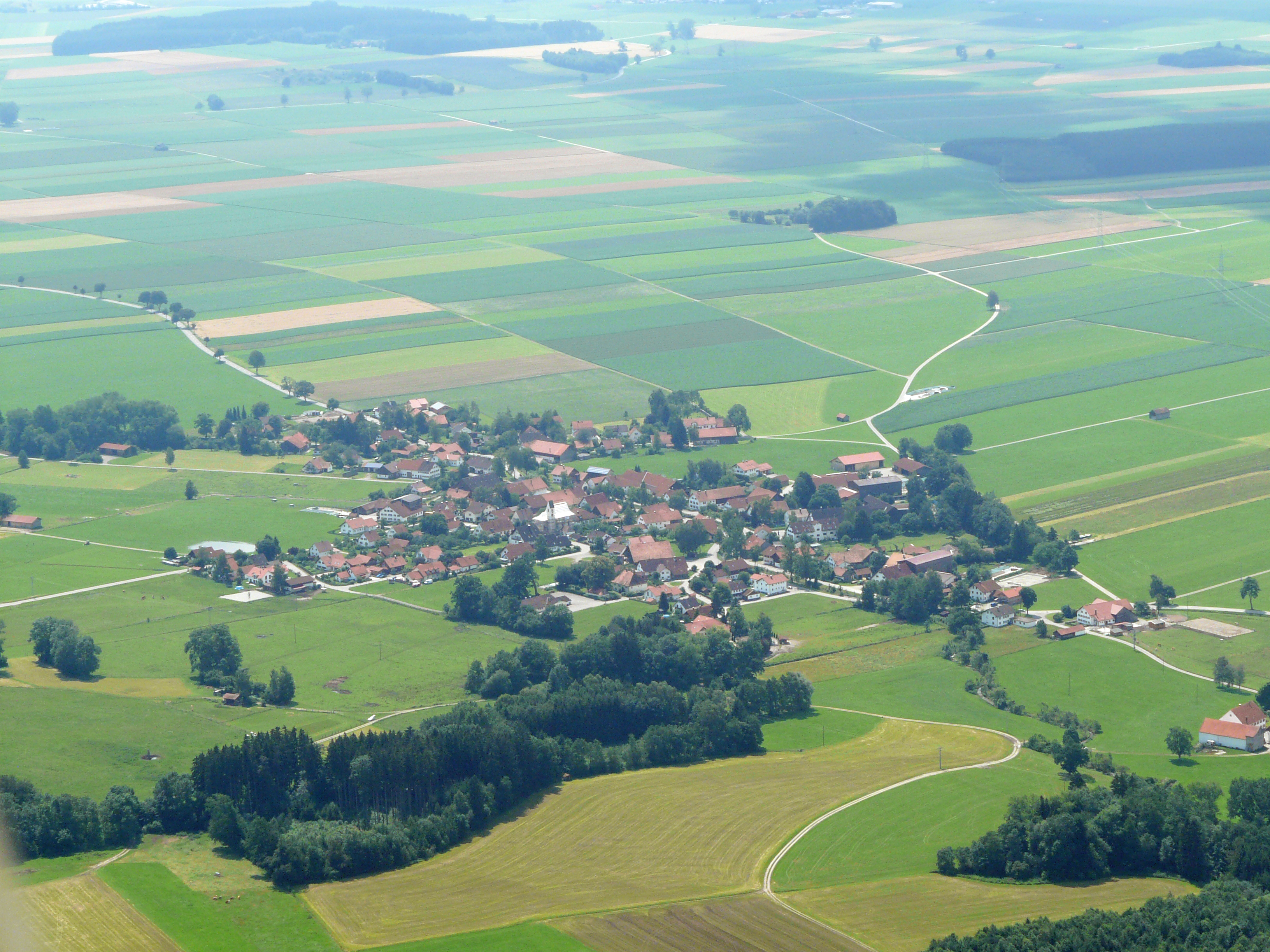
Luftbildaufnahme von Waalhaupten

Waalhaupten ist ein Gemeindeteil des Marktes Waal im Landkreis Ostallgäu (Regierungsbezirk Schwaben). Der Gemeindeteil hatte am 1. März 2022 310 Einwohner.

## Lage
Das Pfarrdorf liegt etwa drei Kilometer südlich von Waal an der Verbindungsstraße von Waal nach Lengenfeld. Durch den ca. 300 Einwohner zählenden Gemeindeteil fließt der in die Singold mündende Bach Ach.

## Geschichte
Die Gründung der Ortschaft erfolgte anscheinend von Waal aus, worauf der Ortsname „zu den Häuptern von Waal“ hinweist.
Die östlich des Ortskerns gelegene ehemalige Pfarrkirche St. Michael wurde 1403 erstmals urkundlich erwähnt. Man geht jedoch davon aus, dass bereits im 8. oder 9. Jahrhundert mit einer Holzkirche eine Kirchengründung stattfand. Der Vorgängerbau der Pfarrkirche Zur Schmerzhaften Muttergottes (mater dolorosa) wurde im späten Mittelalter bereits erwähnt, die heutige Kirche wurde 1713 erbaut und mit zwei Deckengemälden von Matthäus Günther ausgestattet.
Im Zuge der Verwaltungsreformen in Bayern entstand mit dem Gemeindeedikt von 1818 die Gemeinde Waalhaupten. 1977 wurde ein Bürgerheim errichtet und 1978 wurde Waalhaupten im Rahmen der Gebietsreform nach Waal innerhalb der Verwaltungsgemeinschaft Buchloe eingemeindet.
Auf dem elterlichen Hof wuchs der Heimatdichter Peter Dörfler auf. 

## Vereine
Waalhaupten besitzt eine Freiwillige Feuerwehr, eine Jagdgenossenschaft, eine Musikkapelle, einen Schützenverein, eine Soldaten- und Kriegerkameradschaft, sowie einen eigenen Pfarrgemeinderat.